# Хонігсман Яків Самійлович

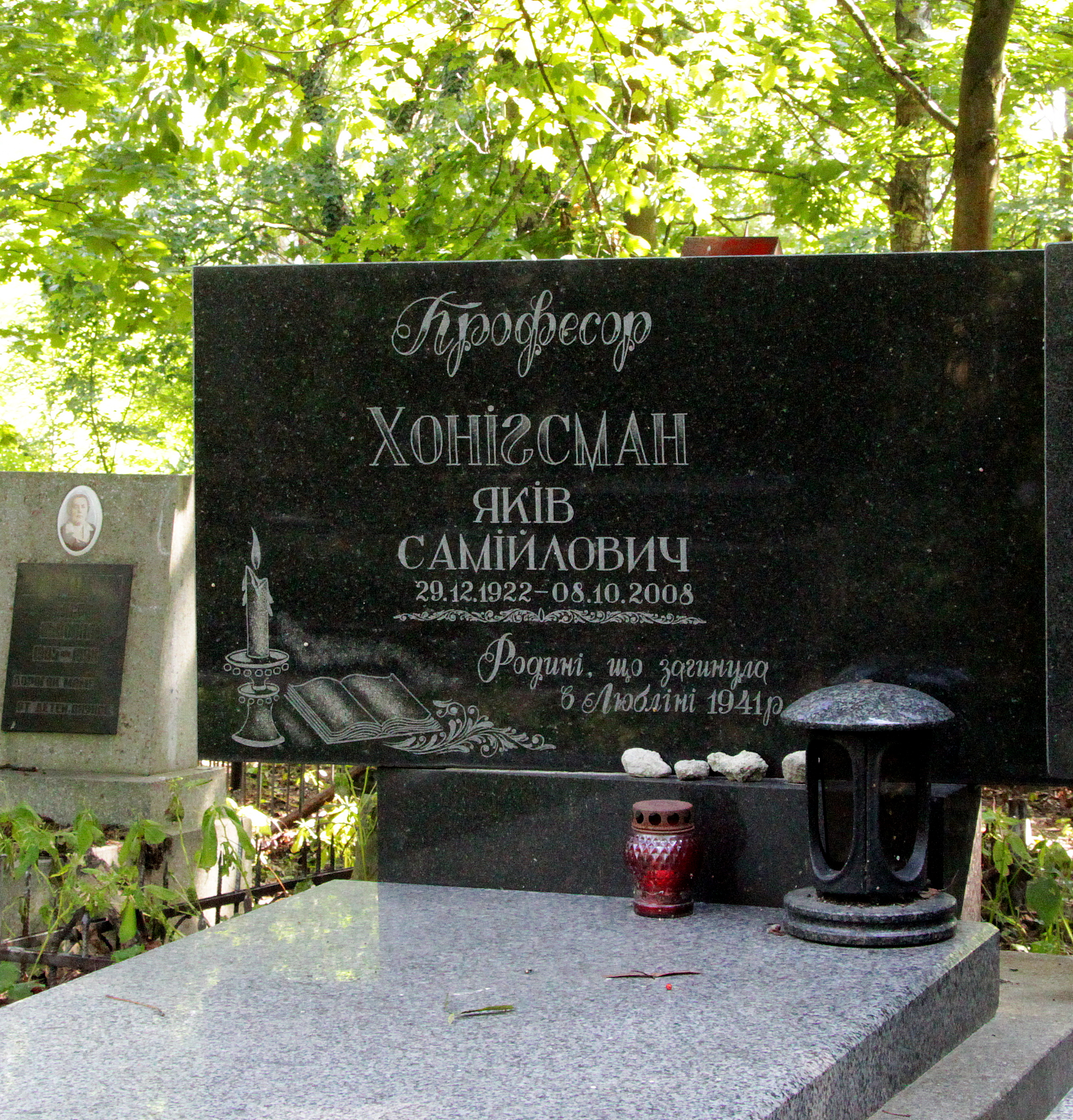
Могила Якова Гонігсмана на 5 полі Янівського цвинтаря

Яків Самійлович Гоніґсман (пол. Jakub Honigsman; 29 грудня 1922, Люблін — 8 жовтня 2008, Львів) — український економіст єврейського походження, доктор економічних наук, дослідник історії Східної Галичини та єврейської спільноти у Західній Україні.

## Життєпис
Яків Гоніґсман народився у бідній єврейській родині 29 грудня 1922 року у Любліні. Навчався у хедері, єшиві, потім у школі робітничої молоді. У вересні 1939 року, на початку другої світової війни, втік з окупованої нацистами Польщі до підрадянської Білорусі. Влаштувався на роботу чорноробом.
У 1940 році вступив на 2-й курс Могильовського педагогічного інституту. 5 липня 1941 року Яків Гоніґсман, з останнім ешелоном, покинув Могильов та дістався до Куйбишева. Після закінчення двох курсів історичного факультету державного педагогічного й учительського інституту, був мобілізований до війська та направлений дирекцією інституту до військового училища, але його, як вихідця з Польщі, зарахували до «трудової армії» та відправили на пошуки покладів уранової руди у Каракуми. Пізніше протягом двох років він працював у московській бібліотеці, де він вивчав, наукові матеріали, пов'язані з геологією.
З огляду на відмінне знання іноземних мов, Якова Самійловича викликали до Москви, для подальшої роботи перекладачем з німецької мови. Наприкінці 1944 року він переїхав до Києва, де закінчив Київський університет.
У червні 1945 року Яків Гоніґсман з родиною переїхав до Львова. Спочатку працював в Комісії по репатріації польських громадян, потім влаштовується працювати бібліотекарем у Кабінет єврейської та Східної літератури при Львівській філії бібліотеки Академії Наук УРСР, який очолював Василь Щурат, згодом працює у обласному архіві. Робота в цих установах дає імпульс до самостійних наукових студій. Пізніше працює асистентом на кафедрі марксизму-ленінізму у львівському педагогічному інституті.
У травні 1949 року, у розпал боротьби з космополітизмом, Кабінет єврейської та Східної літератури ліквідовано. Після чого, Гоніґсман протягом 10 років працював вчителем історії та німецької мови у Щирецькій школі. За цей час він написав кандидатську дисертацію про нафтові промисли Західної України кінця XIX століття (надрукована у 1958 році), яку успішно захистив у липні 1960 року у Московському інституті народного господарства ім. Г. В. Плеханова (нині — Російська економічна академія ім. В. Г. Плеханова) та отримав науковий ступінь кандидата економічних наук. У 1961 році його запросили викладати до Дрогобицького педагогічного інституту. У 1962 році Гоніґсман видає свою першу книгу.
У 1972 році отримав науковий ступінь доктора економічних наук (тема дисертації — «Іноземний капітал в економіці Західної України в період імперіализму (до 1918 р.)»). Від 1974 року працював у Тернопільському фінансово-економічному інституті. У 1976 році Гоніґсман — викладач кафедри політекономії Львівського політехнічного інституту, від 1979 року займав посаду професора Львівського політехнічного інституту.
Він був автором численних публікацій з історії Східної Галичини, з особливим акцентом на економічних питаннях. Займався науковою історією єврейської громади у Західній Україні. Публікував свої дослідження у «Віснику Єврейського історичного інституту» та «Єврейському слові». У 1993 році він опублікував свою книгу російською мовою, присвячену знищенню єврейської громади Львова під час Голокосту, яка пізніше перекладена на українську, англійську та польську мови.
Від 1991 року активний учасник єврейських організаціях — Львівське товариство єврейської культури імені Шолом-Алейхема та громадській організації Бней-Бріт. Носив почесний титул — «Еліта економічної науки м. Львова».
Помер Гоніґсман 8 жовтня 2008 року на 86-му році життя у Львові та похований на полі 5 Янівського цвинтаря.

## Наукові праці
Яків Гоніґсман є автором 4-х монографій з питань історії народного господарства Західної України, більше 15 книг, більше 100 журнальних та газетних публікацій з питань історії українського єврейства, у тому числі й у закордонних виданнях.
Перші публікації професора Гоніґсман з історії євреїв Галичини та Львова побачили світ у роки перебудови, хоча матеріали з цієї тематики він накопичував роками. Книги Гоніґсмана перекладені багатьма мовами та видані у різних країнах.
Найбільш відомі праці:
- «Евреи Украины» в 2-х томах;
- «Катастрофа еврейства Западной Украины»;
- «Люди, годы, события»;
- «Збірник статей»;
- «Евреи города Броды (1584—1844)»;
- «600 лет и 2 года. История евреев Дрогобыча и Борислава»;
- «Еврейское земледелие в Украине»;
- «Обзор документальных источников по истории евреев в Центральном государственном историческом архиве Украины во Львове»;
- «Благотворительность евреев Восточной Галиции»;
- «Катастрофа Львовского еврейства (1941—1943)»[2];
- «Катастрофа єврейства Западной Украины» (монографія, 1998);
- «Яновский лагерь (Janower zwangsarbeitslager fur juden in Lemberg). Краткий исторический очерк»;
- «Политические партии и группы среди евреев Польши и Западной Украины в 1919—1939 гг.»;
- «Братская помощь трудящихся Западной Украины испанскому народу в борьбе с фашизмом (1936—1939 гг.)»;
- «Юденраты в Западной Украине»;
- «Проникнення іноземного капіталу в нафтову промисловість Західної України»;
- «Проникнення іноземного капіталу в економіку Західної України в епоху імперіалізму (до 1918 р.)»;
- «Городок Львовский и Мостиска — еврейские общины, которых нет»;
- «Янівське пекло. Короткий нарис історії Янівського концтабору у Львові»;
- «И. Г. Оршанский — выдающийся юрист и историк евреев России» (к 130-летию смерти 1875—2005) та інші.

## Статті
- «Євреї у Польській державі»;
- «Кагали у житті єврейства Східної Галичини»;
- «Єврейське ремісництво у містах Руського воєводства»;
- «Права євреїв у законодавстві Австро-Угорської імперії»;
- «Євреї у культурному житті Східної Галичини та Волині XVI—XVII ст.»;
- «Рух опору у львівському гетто та концтаборах».